# Southside (Alabama)
Southside város az USA Alabama államában, Calhoun és Etowah megyében. Lakosainak száma 9426 fő (2020. április 1.).

## Népesség
A település népességének változása:
| Lakosok száma | 436  | 8412 | 9426 |
|               | 1960 | 2010 | 2020 |